# 磯田憲一 (公務員)
磯田憲一（いそだ けんいち、1945年 - ）は、日本の元地方公務員、社会起業家、市民活動家。元北海道副知事で、北海道農業企業化研究所理事長などを務める。北海道旭川市出身。

## 略歴
北海道富良野高等学校卒業。1967年明治大学法学部卒業。1967年北海道庁に入庁。1988年北海道庁企画振興部地域振興室振興課課長補佐。1989年同渡島支庁地方部長。1991年同生活福祉部生活文化課課長。1994年同企画振興部企画室参事。1996年同企画振興部対策室室長。1997年同総合企画部政策室室長。1999年同上川支庁支庁長。2000年総合企画部長。2001年北海道副知事。2003年2月に北海道庁を辞職し、堀達也知事退任の後を受けて、第15回統一地方選挙の北海道知事選挙に出馬。選挙では善戦するも得票数3位に沈み落選。2004年より北海道農業企業化研究所（HAL財団）の理事長及び2004年旭川大学大学院経済学研究科客員教授（文化政策・文化行政論などを担当）に就任。2005年より公益財団法人北海道文化財団理事長及びNPO法人アルテピアッツァ美唄代表に就任。2006年より「君の椅子」プロジェクト代表に就任。2015年春の叙勲で瑞宝中綬章受章。2021年、北海道文化賞受賞。
この他、2006年4月から2009年3月まで札幌大学法学部自治行政学科非常勤講師も務めた。

## 北海道庁時代の実績[4]
- 1993年に、地域に根ざした活発な文化活動を行い、地域文化の振興に貢献したことを表彰する「北海道地域文化選奨」を提言し創設に至る。
- 1997年に、時間の経過によって、施策が必要とされた社会状況や住民要望などが変化し、施策に対する当初の役割や効果について、改めて点検・評価を加える必要があるものは、多角的・多面的に検討を行い、時代の変化に対応した道政の実現するという道庁事業再評価（時のアセスメント）を提唱した。
- 2001年牛海綿状脳症（BSE）対策本部長として陣頭指揮を執るなど堀達也のブレーンとして活躍した。

## エピソード
- 2006年より札幌大学に自治行政学科設置に伴い道庁時代の上司で同大学理事長の堀達也の要請を受けて講座を受け持った。
- 2009年のラジオ放送で「音物語」という番組のラジオパーソナリティーを務めた[5]。
- 2011年4月から2012年3月までU型テレビのゲストコメンテーターとして出演していた。
- 君の椅子プロジェクトの活動は、北海道文化放送で2013年3月9日に『忘れない春～東日本大震災2年と北海道』で紹介された。

## 著書
- 『「変革の時」の自治を考える』　神原昭子・大和田健太郎との共著、公人の友社〈地方自治土曜講座ブックレット35〉、1999年